# Južni Šajeni
Heévâhetane /Sówoniǎ, =  'Southerners' ,  od Sowón, 'south. Southern Cheyennes; Južni Šajeni. Naziv Heévâhetané'eo'o, označava Južne Šajenke; "Heévâhetaneo'o, Roped People), grana Cheyenne Indijanaca, koja se odvojila od ostatka Šajena i 1830.-tih se nastanili na rijeci Arkansas. Imali su kulturu konja, lova na bizone, vojnih društava i tepee-šatora. 
Godine 1868. Južni Šajeni smješteni su na rezervat u Oklahomi gdje i danas žive s Južnim Arapahosima. Miješana Arapaho/Cheyenne populacija u Oklahomi iznosi 4,880.

## Vanjske poveznice
- Cheyenne  Arhivirana inačica izvorne stranice od 1. veljače 2008. (Wayback Machine)